# Oficer (serial telewizyjny)
Oficer – polski serial sensacyjny, emitowany od 17 marca do 23 czerwca 2005, przedstawiający losy warszawskich policjantów ze specjalnej grupy pościgowej oraz niebezpiecznych przestępców. Zdjęcia do serialu Oficer trwały od czerwca do października 2004. Serial był emitowany w czwartki o 20:30 w TVP1.
Kontynuacją Oficera są seriale Oficerowie (2006) i Trzeci oficer (2008). Cały cykl liczy łącznie 39 odcinków.

## Opis fabuły
Tytułowym bohaterem filmu jest podkomisarz Tomasz Kruszyński, członek Specjalnej Grupy Pościgowej Centralnego Biura Śledczego. Grupa ta przypadkowo wpada na trop transakcji wymiany fałszywych banknotów euro między emisariuszami syndykatu przestępczego z Francji a polską mafią. Postanawiają dokonać zakupu kontrolowanego. Pomaga im w tym właściciel lokalu, w którym ma zostać dokonana transakcja, gangster Topor. Wszystko przebiega zgodnie z planem dopóki do akcji nie wkracza kilku ludzi ubranych w mundury brygady antyterrorystycznej. Zabijają ludzi Topora oraz dwóch policjantów. Później znikają bez śladu razem z pieniędzmi używając sportowej łodzi. Dowódca grupy pościgowej CBŚ zostaje odwołany, na to stanowisko mianowana zostaje Aldona, była dziewczyna Kruszona. Razem z Rysiem, jej nowym partnerem i współpracownikiem Tomka, dochodzą do wniosku, że napad zorganizowany został przez świetnie wyszkolonych profesjonalistów.
Po aresztowaniu Jubego, jednego z ludzi odpowiedzialnych za strzelaninę w restauracji Topora, bohaterowie dowiadują się, że za wszystkim stoi Jacek Wielgosz, pseudonim Grand. Po tatuażu na ramieniu Jubego i zamordowanego Dahomeja dowiadują się, że wszyscy ludzie Granda służyli w Legii Cudzoziemskiej. Postanawiają wprowadzić Kruszona w środowisko przestępców by zdobył zaufanie Granda i pomógł aresztować go przed następnym skokiem. Po kilku miesiącach przygotowań Kruszon wkracza do akcji. Poznaje Granda i jego siostrę, w której się zakochuje. Zaczyna zastanawiać się czy wyjawić jej prawdziwą tożsamość i przyznać się, że ją okłamywał. Tymczasem na Jacka ciągle poluje Topor i jego prawa ręka, były medalista olimpijski w zapasach, Tadeusz Cypowicz pseudonim Cypa. Grand zapoznaje Tomka z członkami swojego zespołu i wkrótce zaczynają przygotowania do wielkiego napadu na Bank Polski.
Kruszon wyjawia Malwinie, że jest policjantem i mówi prawdę o przeszłości jej brata. Zszokowana dziewczyna postanawia porozmawiać o tym z Jackiem. Podczas rozmowy bandyta domyśla się wszystkiego i nakazuje uprowadzić Kruszona z jego apartamentu. Żąda by wyjawił mu kody umożliwiające transfery zagraniczne na duże sumy pieniędzy, które otrzymał od samego wicepremiera Ratyńskiego. Mimo zakazów Aldony, Ryś udaje się po pomoc do mafii. Wyjawia Toporowi tożsamość Granda. Ten wysyła Cypę w celu zabicia go. Gdy Cypa dociera na miejsce zostaje bez trudu unieszkodliwiony przez świetnie wyszkolonego żołnierza Legii Cudzoziemskiej. Podczas tortur wyjawia Grandowi szczegóły całej akcji. Przestępca zbiera ekipę i razem z więzionym Kruszonem ruszają do banku. Wkrótce potem budynek zostaje otoczony przez policję. Akcję zakłóca przybycie wojskowej jednostki specjalnej pod dowództwem pułkownika Wagnera. Okazuje się, że wojsko przejęło kontrolę nad akcją i zamierza wyeliminować napastników. Podczas strzelaniny komandosi zabijają Eryka, Zidane'a i Kamienieva, Rita ucieka, natomiast Grand zostaje postrzelony. Ranny Kruszon rusza za nim w pościg w asyście kilku żołnierzy. Biegnie za nimi Malwina, która pragnie wybaczyć Tomkowi zdradę. Gdy dobiega do Kruszyńskiego, zauważa brata celującego w ich stronę. Zasłania Kruszona własnym ciałem i wtedy zostaje śmiertelnie trafiona. Grand dostaje się w ręce policji podczas gdy Tomek rozpacza nad ciałem ukochanej.
Po akcji komisja lekarska uznaje, że Kruszon nie nadaje się do dalszej pracy w policji. Zostaje zwolniony. Zaczynają znikać ludzie, którzy brali udział w akcji. Generał policji zostaje odwołany, a Ryś ginie potrącony przez samochód. Aldona popada w depresję po śmierci męża. Kruszon domyśla się, że za cała sprawą stoi wicepremier Ratyński. Gdy chce to ogłosić, trafia do aresztu pod zarzutem współpracy z przestępcami podczas akcji. W więzieniu spotyka Granda, który próbuje go zamordować. Kruszona wyciąga z więzienia dwóch oficerów wywiadu, którzy już wcześniej wpadli na trop Ratyńskiego. Dowiaduje się też, że wicepremier został zamordowany przez Ritę, żonę Granda. Oficjalnie śledztwo się kończy, a Kruszyński zostaje przywrócony do służby w CBŚ.

## Obsada
- Borys Szyc − komisarz Tomasz „Kruszon” Kruszyński
- Paweł Małaszyński − Jacek „Grand” Wielgosz
- Magdalena Różczka − komisarz Aldona Ginko (później nadkomisarz Aldona Ginko-Ryś)
- Andrzej Chyra − podinspektor Krzysztof Ryś
- Marian Dziędziel − inspektor Joachim Kondeja
- Maciej Wierzbicki − nadkomisarz Jaromir „Jarząbek” Lewandowski
- Tamara Arciuch − nadkomisarz Stella Lewandowska
- Karolina Gruszka − Malwina Wielgosz
- Jacek Braciak − Jan „Perła” Perłowski
- Marcin Sztabiński − Sławomir „Mamaj” Najman
- Marta Ojrzyńska − Elwira Gołąb
- Magdalena Cielecka − Rita Wielgosz
- Krzysztof Globisz − Waldemar „Topor” Wiśniewski
- Mateusz Damięcki − Patryk Wiśniewski, syn „Topora”
- Robert Więckiewicz − Tadeusz „Cypa” Cypowicz
- Eryk Lubos − Leszek „Juby” Januchta
- Rafał Cieszyński − Sławomir „Zidane” Halec
- Jan Pęczek − Zbigniew „Brodacz” Kruszyński
- Wojciech Solarz − Jacek „Junior” Kruszyński, przyrodni brat „Kruszona”
- Jan Frycz − poseł RP Marek Ratyński (później wicepremier)
- Leon Charewicz − Jerzy Bogdanowicz
- Wojciech Zieliński − Dariusz „Dahomej” Leśniak
- Jan Wieczorkowski − BOR-owik Ratyńskiego
- Maciej Kozłowski − generał Michał Matejewski
- Tomasz Dedek − generał policji
- Piotr Miazga – aspirant Arkadiusz, funkcjonariusz AT
- Marek Cichucki − pułkownik Wagner

W pozostałych rolach
- Dariusz Biskupski − Crettenand, wysłannik Jacques'a Rechitina
- Magdalena Emilianowicz − pielęgniarka
- Mirosław Kowalczyk − kelner
- Maciej Makowski − Vlad, student Akademii Europejskiej
- Antoni Ostrouch − kierownik kasyna
- Katarzyna Radochońska − kasjerka Kasia
- Tomasz Bednarek – policjant nad Wisłą
- Kamila Baar – laborantka
- Piotr Nowak – funkcjonariusz AT

## Lista odcinków
| Nr odcinka | Tytuł odcinka      | Data emisji | Czas trwania odcinka |
| ---------- | ------------------ | ----------- | -------------------- |
| 1          | Zaręczyny          | 17.03.2005  | 51 min 59 s          |
| 2          | Ludzie z miasta    | 24.03.2005  | 52 min 09 s          |
| 3          | Zero tolerancji    | 31.03.2005  | 54 min 39 s          |
| 4          | Zakup kontrolowany | 14.04.2005  | 54 min 59 s          |
| 5          | Dowódca            | 21.04.2005  | 54 min 59 s          |
| 6          | Odwet              | 28.04.2005  | 55 min 25 s          |
| 7          | Maszeruj albo giń! | 05.05.2005  | 53 min 52 s          |
| 8          | Towarzysze broni   | 12.05.2005  | 55 min 03 s          |
| 9          | Kod dostępu        | 26.05.2005  | 54 min 20 s          |
| 10         | Zdrada             | 02.06.2005  | 53 min 30 s          |
| 11         | Napad              | 09.06.2005  | 57 min 00 s          |
| 12         | Narodziny          | 16.06.2005  | 53 min 40 s          |
| 13         | Sto rąk            | 23.06.2005  | 53 min 40 s          |